# غاريت ماتينغلي
غاريت ماتينغلي  Garrett Mattingly (6 مايو 1900-18 ديسمبر 1962) بروفيسور فيالتاريخ الأوروبي بجامعة كولومبيا وتخصص في بدايات التاريخ الدبلوماسي الحديث. في عام 1960 حصل على جائزة بوليتزر عن كتابه «الأرمادا» المعروف باسم آخر هو «هزيمة الأسطول الإسباني».

## كتبه
- كاثرين من أراغون (1942)
- دبلوماسية النهضة (1955)
- الأرمادا[5] (1959)